# Weylerkazerne

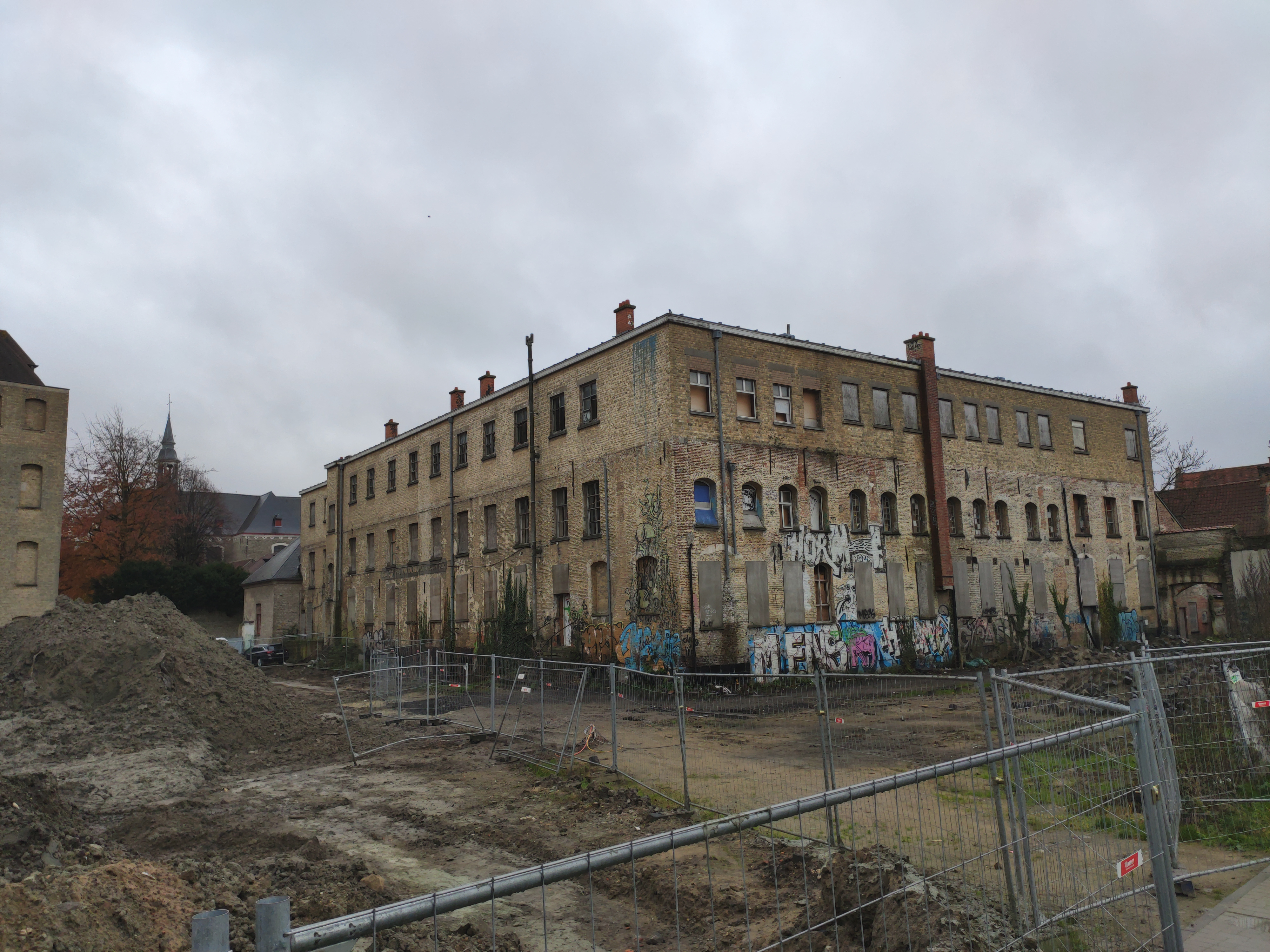
De Weylerkazerne/Theresianenklooster in 2019, net voor de renovatie. De derde verdieping gebouwd tijdens de kazernetijd is nog zichtbaar.

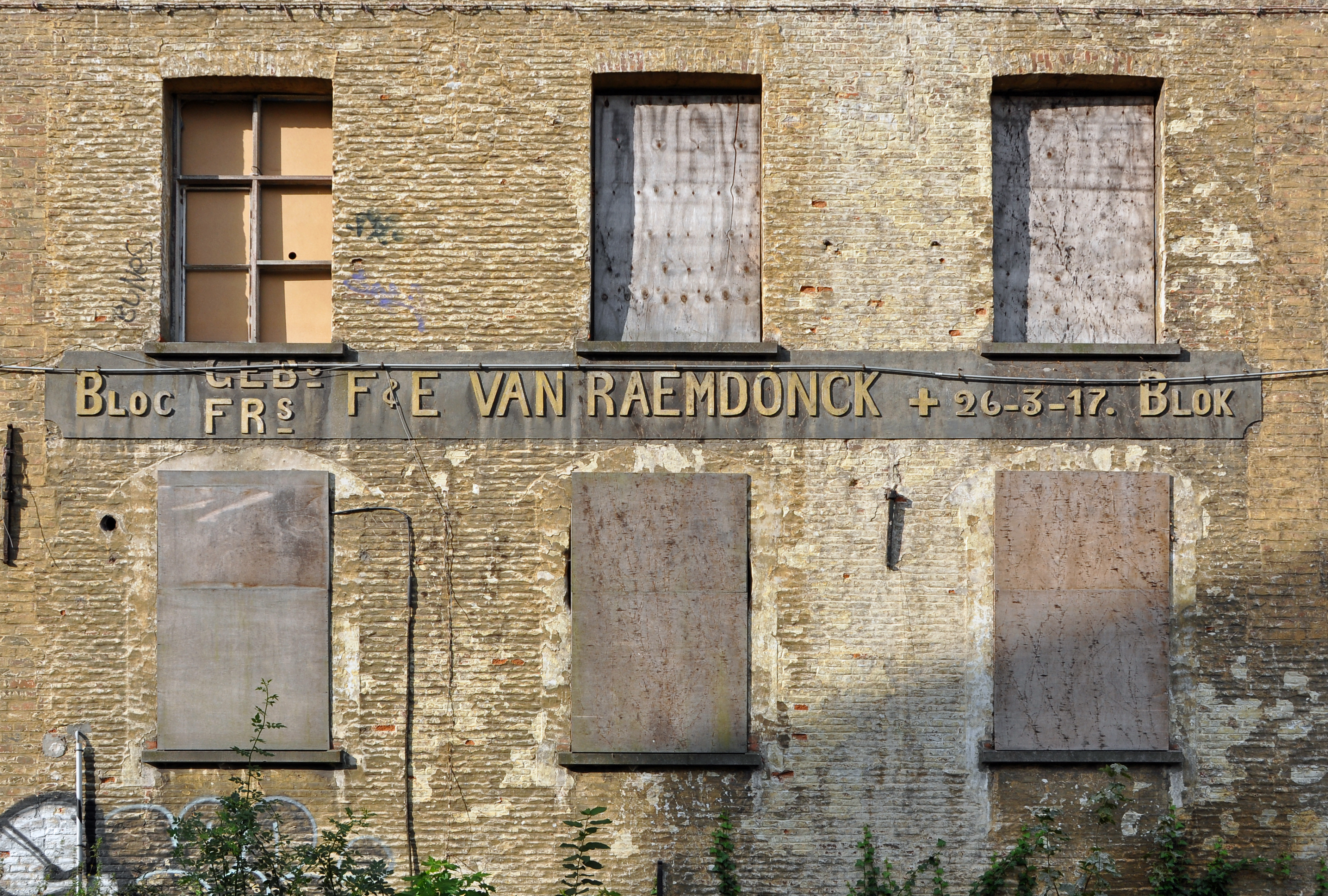
Detail van de oostelijke gevel

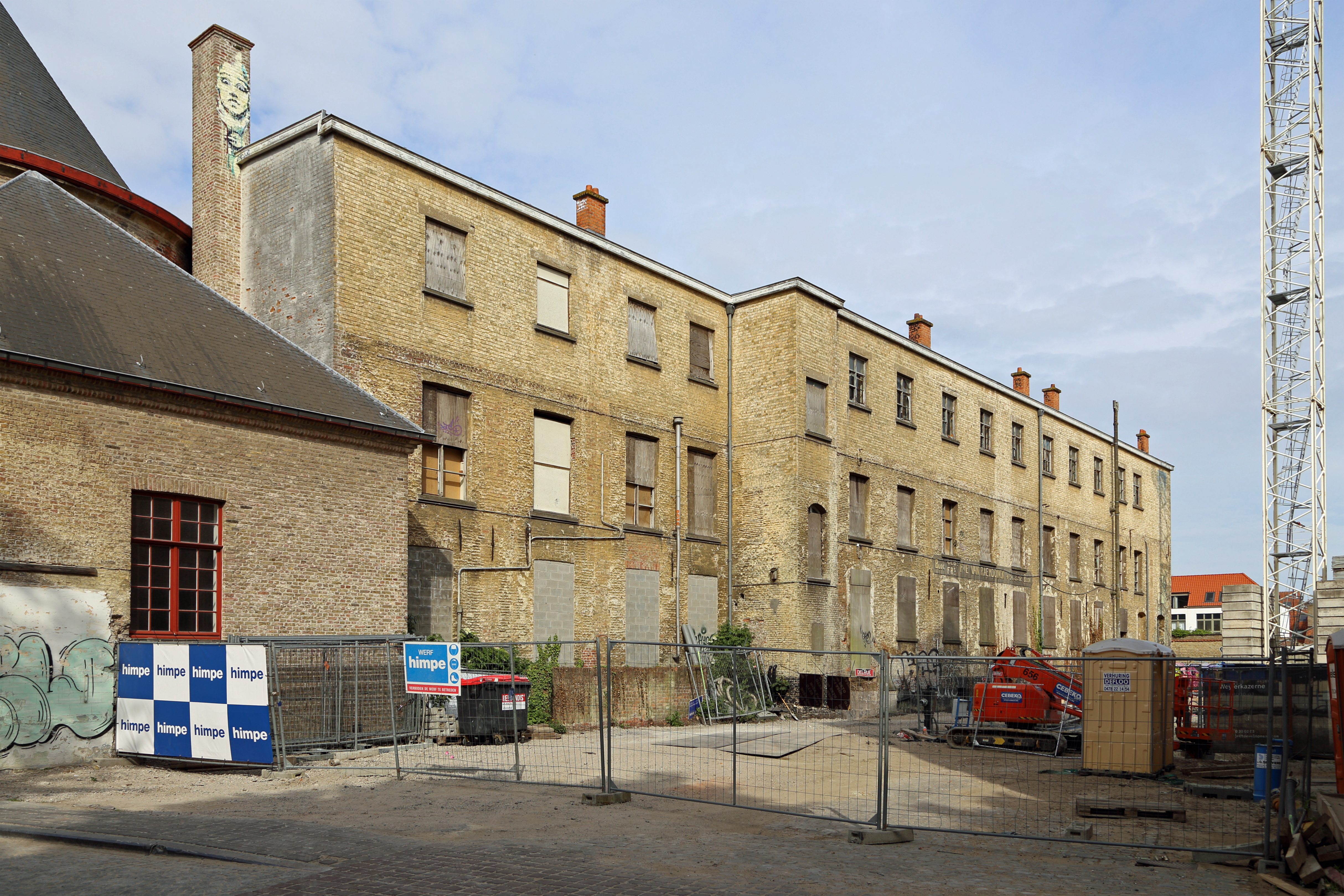
Kazernegebouw gezien vanuit de Hugo Losschaertstraat

De Majoor Weylerkazerne was een kazerne in de Belgische stad Brugge. Het kazernegebouw staat aan het Achiel Van Ackerplein en de Hugo Losschaertstraat, achter de Ezelstraat, in het centrum van de stad.

## Geschiedenis
In 1667 werd het terrein aan de Ezelstraat aangekocht door de kerkfabriek en bouwden de theresianen hier een klooster. Later kregen ze een kerkgebouw erbij.
In 1783 werd, ingevolge de ordonnantie van keizer Jozef II over de 'nutteloze kloosters', het Theresianenklooster als contemplatieve gemeenschap opgeheven. Het gebouw werd toegewezen aan de zusters apostolinnen, afkomstig uit het klooster Magerzo in de Ganzenstraat. In 1804, in de Franse tijd, werden ook zij opgeheven en werd het klooster nationaal goed.
Vanaf 1850 werd het voormalige Theresianenklooster verbouwd tot infanteriekazerne. Het zadeldak van de oorspronkelijke kloostergebouwen werd vervangen door een derde bouwlaag.
Na de Eerste Wereldoorlog kreeg de kazerne de naam "Kazerne Majoor Weyler", ter ere van de commandant van het 24ste Linie, dat betrokken was in de veldslag bij Halen, waarbij 60% van de manschappen sneuvelde (slag van de zilveren helmen). Weyler zelf sneuvelde als majoor in Zarren.
In 1924-1925 werd de kazerne uitgebreid met een nieuwe logiesblok en een paardenstal (Hugo Losschaertstraat nummer 5).
In 1932 werden namen van gesneuvelde militairen van de Eerste Wereldoorlog aan de kazernegebouwen gegeven: Gebroeders Van Raemdonck (het voormalig klooster) en Gebroeders Evrard (Hugo Losschaertstraat 5). De hele kazerne bleef de naam Majoor Weylerkazerne dragen
Tijdens de Tweede Wereldoorlog werd de kazerne in gebruik genomen door de Duitsers en na de Bevrijding door de geallieerden, en weldra opnieuw door het Belgisch leger. In deze kazerne volbracht de latere eerste minister Leo Tindemans zijn legerdienst. De anglicaanse kerk werd tijdens de Tweede Wereldoorlog door de Duitse troepen als stapelplaats gebruikt. Na de Bevrijding werd ze door de Britse troepen opgeknapt en op 12 augustus 1945 opnieuw voor de anglicaanse eredienst in gebruik genomen.
Begin 1960 werd het klooster in gebruik genomen door de diensten van de provincie West-Vlaanderen, terwijl het bestaande gebouw op de Burg werd gesloopt en aldaar een nieuw administratief gebouw voor de provinciale diensten werd opgericht.
In 1962 werd de kerk beschermd als monument.
In 1967 werd de Majoor Weylerkazerne overgedragen aan het Fonds voor Openbare Schoolgebouwen, departement Openbare Werken, dat er tot begin jaren negentig gehuisvest was. Sinds het vertrek van deze diensten, stond het klooster er verlaten bij, takelde het af en werd vaak door krakers bezet.
Vanaf het begin jaren 1980 stond het gebouw leeg.